# 피리독살
피리독살(영어: pyridoxal)은 비타민 B6의 한 형태이다. 그라눌리카텔라(Granulicatella) 및 아비오트로피아(Abiotrophia)와 같은 일부 의학적으로 관련된 세균은 성장에 피리독살을 필요로 한다. 이러한 영양 요구는 배양시 위성 생장으로 이어질 수 있다. 생체 외 배지에서 이들 피리독살 의존적 세균들은 피리독살을 생성할 수 있는 다른 속의 세균 군체 주변 영역에서만 자랄 수 있다(위성 현상).
피리독살은 산소대폭발 사건이 일어나기 전인 약 29억년 전에 지구 상에서 가장 오래된 호기성 대사 반응으로 여겨지는 과정에 관여한 것으로 여겨지고 있다.

## 같이 보기
- 피리독살 인산